# Андрејашу де Жос (Вранча)
Андрејашу де Жос (рум. Andreiaşu de Jos) насеље је у Румунији у округу Вранча у општини Андрејашу де Жос. Oпштина се налази на надморској висини од 454 m.

## Становништво
Према подацима из 2002. године у насељу је живело 2008 становника, од којих су сви румунске националности.

### Хронологија
| Година       | 1992 | 1993 | 1994 | 1995 | 1996 | 1997 | 1998 | 1999 | 2000 | 2001 | 2002 | 2003 | 2004 | 2005 | 2006 | 2007 | 2008 | 2009 | 2010 | 2011 | 2012 | 2013 | 2014 | 2015 | 2016 | 2017 |
| ------------ | ---- | ---- | ---- | ---- | ---- | ---- | ---- | ---- | ---- | ---- | ---- | ---- | ---- | ---- | ---- | ---- | ---- | ---- | ---- | ---- | ---- | ---- | ---- | ---- | ---- | ---- |
| Становништво | 2397 | 2370 | 2337 | 2324 | 2302 | 2293 | 2277 | 2275 | 2288 | 2263 | 2239 | 2239 | 2249 | 2228 | 2213 | 2159 | 2138 | 2114 | 2078 | 2023 | 1993 | 1964 | 1950 | 1929 | 1899 | 1832 |